# Cultrobates niponicus
Cultrobates niponicus är en kvalsterart som beskrevs av Aoki 1982. Cultrobates niponicus ingår i släktet Cultrobates och familjen Ceratokalummidae. Inga underarter finns listade i Catalogue of Life.